# Ana Srebrnič
Ana Srebrnič (ur. 20 lutego 1984 w Lublanie) – słoweńska szachistka i sędzia szachowy (FIDE Arbiter od 2011), arcymistrzyni od 2006 roku.

## Kariera szachowa
Wielokrotnie startowała w finałach mistrzostw kraju juniorek w różnych kategoriach wiekowych, m.in. ośmiokrotnie zdobywając tytuły mistrzowskie. Poza tym była wielokrotną reprezentantką Słowenii na mistrzostwach Europy i świata juniorek. Wielokrotnie startowała w finałach indywidualnych mistrzostw Słowenii, siedmiokrotnie zdobywając medale: 2 złote (2008, 2012), 3 srebrne (2000, 2003, 2004) oraz 2 brązowe (2001, 2005).
Wielokrotnie reprezentowała Słowenię w turniejach drużynowych, m.in.:
- pięciokrotnie na olimpiadach szachowych (w latach 2002, 2004, 2006, 2008, 2012)[2],
- siedmiokrotnie na drużynowych mistrzostwach Europy (w latach 2001, 2003, 2005, 2007, 2009, 2011, 2013)[3],
- trzykrotnie na drużynowych mistrzostwach Europy juniorów do 18 lat (w latach 2000, 2001, 2002)[4],
- dwukrotnie na turniejach o Puchar Mitropa (Mitropa Cup) (w latach 2009, 2013); medalistka: wspólnie z drużyną – złota (2009)[5].

W 2003 r. zdobyła w Al-Udżajlat tytuł mistrzyni państw śródziemnomorskich juniorek do 20 lat, wygrywając wszystkie 9 partii. Normy na tytuł arcymistrzyni wypełniła podczas turnieju HIT Open w Novej Goricy (2004) oraz indywidualnych mistrzostw Europy w Kiszyniowie (2005). W 2005 r. podzieliła również II m. (za Evą Repkovą, wspólnie z Angelą Dragomirescu i Anną Burtasową) w kołowym turnieju w Malinskiej na wyspie Krk. W 2008 r. w kolejnym turnieju rozegranym na tej wyspie, we Vrbniku, ponownie podzieliła II m. (za Reginą Pokorną, wspólnie z Veroniką Schneider, Nino Maisuradze i Tatianą Kostiuk).
Najwyższy ranking w dotychczasowej karierze osiągnęła 1 lipca 2006 r., z wynikiem 2318 punktów zajmowała wówczas 2. miejsce (za Anną Muzyczuk) wśród słoweńskich szachistek.

## Życie prywatne
Mężem Any Srebrnič jest serbski arcymistrz, Robert Markuš.